# Džedajizam
„Put Džedaja" preusmereno ovde. Za Diznilend atrakciju, pogledati Ratovi Zvezda: Put Džedaja.
Za cenzus kampanju, pogledati Džedaj cenzus fenomen.
Džedajizam je filozofija zasnovana na prikazu likova Džedaja u opusu Ratovi Zvezda. Džedaijzam je privukao pažnju 2001. godine kada je određeni broj ljudi na popisu stanovništva za svoje religisko opredeljenje reklo da su "Džedaji".
Džedaijzam je inspirisan određenim elementima Ratova Zvezda, odnosno fiktivne religije Džedaja. Prvi veb-sajtovi posvećeni podizanju verskog ubeđenja iz filmova Ratovi Zvezda bili su "religija i propisi Džedaja" i "Džedajizam". Ovi veb-sajtovi navodili su Džedajski kodeks, sastavljen od 21 maksime, kao početnu tačku sistema verovanja "pravog Džedaja". The real-world Jediism movement has no founder or central structure. Stvarni pokret džedajizma nema osnivača i centralnu strukturu.

## Verovanje
Iako sledbenici Džedajizma priznaju uticaj Ratova Zvezda na njihovu religiju, prateći moralne i duhovne principe koje prikazuje fikcijski Džedaj, takođe insistiraju na tome da se njihova putanja razlikuje od fiktivnih likova kao i na to da se Džedajizam ne fokusira na mitove i fikcije koje pronalazimo u Ratovima Zvezda.
Iako postoje neke varijacije u učenju, hramski džedaji Reda Džedaja poštuju „16 učenja“ zasnovanih na predstavi o fikcijskom Džedaju, kao sto su „Džedaji su svesni negativnih emocija koje vode mračnoj strani“ i „Džedaji su čuvari mira i pravde“. Sledbenici takođe poštuju „21 maksimu“.

## Fenomen džedaja na popisu stanovništva
Glavni članak: Jedi census phenomenon
Mediji počinju da izveštavaju o džedajizmu prateći svetsku email kampanju 2001. godine koja poziva ljude da se na popisu stanovništva o religiji izjasne kao  „džedaji“, što prouzrokuje fenomen džedaja na popisu stanovništva. Pretpostavka je da je većina poziva na ovu religiju zapravo šala.

## Pravno priznanje

### Sjedinjene Države
Hram reda džedaja registrovan je u Teksasu 2007. godine. Odobren je od strane IRS, a 2015.godine je oslobođen poreza.

### Ujedinjeno Kraljevstvo
Tokom izrade nacrta Zakona o rasnoj i verskoj mržnji predložen je amadman koji stavlja vitozove džedaja van bilo kakve zaštite, zajedno sa satanistima i vernicima koji žrtvuju životinje. Amadman je kasnije povučen jer je, kako predlagač objašnjava, bio samo „mala šala“ koja ističe da je definisanje religijskih verovanja u zakonodavstvu nije lako.
Године 2007,, dvadesettrogodisnji Daniel Džons osnovao je Dzedajsku Crkvu sa svojim bratom Barnijem, verovajuci da cenzus Ujedinjenog Kraljevstva 2001. prepoznaje džedajizam kao religiju, i da postoji : “vise džedaja nego naučnika u Britaniji“. 2009, Džons je izbačen iz Tesco supermarketa u Bangoru, Severni Vels, zbog odbijanja da skine svoju kapuljaču iz religioznih razloga. Vlasnik prodavnice je opravdao Dzonsovo izbacivanje rekavši; "Nije bio izbačen. Džedaji su dobrodošli da kupuju u našim radnjama ali bi ih zamolili da skinu kapuljaču prilikom kupovine. Obi-Van Kenobi, Yoda, Luk Skajvoker su se uvek prikazivali bez kapuljača a da nikada nisu prešli na Mračnu stranu i jedino nam je poznato da je Imperator jedini koji nikada nije skidao svoju kapuljaču."
Године 2010,, Ćovek koji je sebe opisao kao "Pristalica Ratova Zvezda" i "Dzedaj Vitezova" je izbačen iz centra za poslove u Southendu, Essex, zbog odbijanja da skine svoju kapuljaču ali je posle dobio izvinjenje. Čovek je rekao da; "Glavni razlog je da volim da nosim svoju kapuljaču, i pripadnik sam religije koja mi to dozvoljava."
Godine 2013, Slobodna Crkva Škotske je izrazila zabrinutost da bi dozvola za sklapanje istopolnih brakova "Dovela do sklapanja brakova izmeđo Džedaja iz Ratova Zvezda". Patrik Day-Childs iz Džedajske crkve i Mihael Kičen iz Hrama Džedajskog Odreda, su branili prava Džedaja na izvedbu svadbenih ceremonija.
U decembru 2016,Dobrotvorna komisija za Englesku i Vels odbila je prijavu za dodelu statusa dobrotvorne organizacije Hramu Džedaj reda, odlukom da nije promovisala „moralno ili etičko poboljšanje” u svrhe humanitarnog prava. 

### Turska
U aprilu 2015, studenti Dokuz Eylul Univerziteta u Turskoj, započeli su peticiju na sajtu Change.org tražeći da se na kampusu izgradi hram džedaja. Peticija je nastala kao odgovor na prethodnu peticiju koja je tražila džamiju na kampusu Tehničkog univerziteta u Istanbulu (ITU). Peticija koja je zahtevala džamiju dostigla je 180.000 potpisa, ne ostvarivši svoju metu od 200.000 pozvala se na odgovor Mehmeta Karadže, rektora Tehničkog univerziteta u Istanbulu (IUT), koji je obećao znamenitu džamiju. Ubrzo nakon toga, studenti sa drugih univerziteta započeli su peticije zahevajući džedaj i budističke hramove na svojim kampusima. 

## Spoljašnje veze
- "Doctrine of the Temple of the Jedi Order". Archived from the original
- Jediism at Curlie
- Inspiration: Star Wars: An Islamic perspective
- "To Be A Jedi" Heart And Soul. BBC World Service.